# 南京市 (中華人民共和国の直轄市)
南京市（ナンキンし）は、かつて中華人民共和国の華東大行政区に設置されていた直轄市である。市域は中華民国時代のものを引き継いでおり、現在の江蘇省南京市の中心部に相当する。

## 歴史
1949年（民国38年）4月20日に渡江戦役が勃発し、4月23日に中国人民解放軍が南京を占領した。4月28日には南京市軍事管制委員会が設置されて軍政が敷かれた。さらに5月10日には南京市人民政府が設置され、6月2日には市内の各区の人民政府も成立した。
10月1日に中華人民共和国が成立し、北京市が首都に定められた。当初、中華人民共和国の行政区画制度において、中央人民政府の直接管轄下にある直轄市が12市設置された。のちに北京と天津以外の直轄市は大行政区の管轄下に変更され、南京市は1950年1月27日に設立された華東軍政委員会の管轄下におかれた。
1952年11月15日、中央人民政府委員会第十九次会議は「関於調整省・区建制的決議」を可決し、南京市・蘇北行政区・蘇南行政区を統合して江蘇省とし、江蘇省人民政府が南京に設置されることになった。12月17日に江蘇省が成立し、南京市は江蘇省の省轄市に変更された。

## 行政区画
1949年5月時点での南京市の行政区画は中華民国時代の区画を引き継いだものであり、13の区が存在した。10月、長江の中州である大黄洲・小黄洲が南京市から皖北行政区和県に移管された。1950年6月、南京市は12の区に再編成された。第一区と第二区は変更されず、第三区は廃止された。第四区から第九区は新たに第三区から第八区に改称された。第十区は廃止され、新たに中山陵園区が設置された。第十一区と第十二区は新たに第十区と第十一区に改称された。 第13区は新第九区に改称された。1952年10月、江寧県石崗村・紅廟村・個子村が南京市第十区に編入された。

## 歴代首長

### 南京市長
| 代 | 氏名   | 写真 | 在任期間               |
| -- | ------ | ---- | ---------------------- |
| 1  | 劉伯承 |      | 1949年5月 - 1950年7月  |
| 2  | 柯慶施 |      | 1950年7月 - 1952年12月 |

### 中国共産党南京市委員会書記
| 代 | 氏名   | 写真 | 在任期間               |
| -- | ------ | ---- | ---------------------- |
| 1  | 劉伯承 |      | 1949年5月 - 1949年6月  |
| 2  | 粟裕   |      | 1949年6月 - 1950年5月  |
| 3  | 唐亮   |      | 1950年5月 - 1950年8月  |
| 4  | 柯慶施 |      | 1950年8月 - 1954年10月 |